# Lijst van Belgische deelnemers aan de Paralympische Zomerspelen 2008
Deze lijst van Belgische deelnemers aan de Paralympische Zomerspelen 2008 in Peking geeft een overzicht van de sporters die zich hebben gekwalificeerd voor de Spelen.
| Paralympiër            | Sport        | Onderdeel                                                                                            | Ervaring   |
| ---------------------- | ------------ | --- | ---------- |
| Kurt Van Raefelghem    | Atletiek     | Vijfkamp Klasse P12                                                                                  | 5de Spelen |
| Gino De Keersmaeker    | Atletiek     | Discuswerpen Klasse F42 Kogelstoten Klasse F42                                                       | 5de Spelen |
| Frederic Van Den Heede | Atletiek     | 5.000 m Klasse T46 Marathon Klasse F46                                                               | Debutant   |
| Youssef Bihi           | Goalball     | Heren                                                                                                | Debutant   |
| Vincent Buisseret      | Goalball     | Heren                                                                                                | Debutant   |
| Bruno Vanhove          | Goalball     | Heren                                                                                                | Debutant   |
| Johan de Rick          | Goalball     | Heren                                                                                                | Debutant   |
| Danny van Eenooghe     | Goalball     | Heren                                                                                                | Debutant   |
| Peter van Hout         | Goalball     | Heren                                                                                                | Debutant   |
| José Lorquet           | Paardensport | Dressuur Graad Ib                                                                                    | Debutant   |
| Bert Vermeir           | Paardensport | Dressuur Graad III                                                                                   | 3de Spelen |
| Nico Vergeylen         | Tafeltennis  | Enkelspel Klasse 8                                                                                   | 5de Spelen |
| Marc Ledoux            | Tafeltennis  | Enkelspel Klasse 8                                                                                   | 2de Spelen |
| Mathieu Loicq          | Tafeltennis  | Enkelspel Klasse 8                                                                                   | 2de Spelen |
| Marie-Annick Sevenans  | Tennis       | Dames individueel                                                                                    | Debutant   |
| Joachim Gerard         | Tennis       | Dames individueel                                                                                    | Debutant   |
| Jan Boyen              | Wielersport  | Achtervolging Klasse LC2 Tijdrit 1km Klasse LC2 Wegwedstrijd Klasse LC1-2/CP4 Weg Tijdrit Klasse LC2 | Debutant   |
| Marc Eymard            | Wielersport  | Wegwedstrijd Klasse B VI 1-3 Weg Tijdrit Klasse B VI 1-3                                             | Debutant   |
| Yves Godimus           | Wielersport  | Wegwedstrijd Klasse B VI 1-3 Weg Tijdrit Klasse B VI 1-3                                             | Debutant   |
| Kevin Lambrechts       | Zwemmen      | 50 m Vlinderslag Klasse S7 100 m Rugslag Klasse S7 200 m Wisselslag Klasse SM7                       | Debutant   |
| Sven Decaesstecker     | Zwemmen      | 100 m Rugslag Klasse S10 100 m Schoolslag Klasse SB9 200 m Wisselslag Klasse SM10                    | 2de Spelen |